# Methode nach Luff-Schoorl
Die Methode von Luff-Schoorl ist eine Methode zur Bestimmung des Gehalts an reduzierenden Zuckern in einer Probe. Sie beruht auf der Reduktion der Kupfer(II)-Ionen im alkalischen Milieu durch die Zucker und der anschließende Rücktitration des im Überschuss zugegebenen Reagenzes.
In der Lebensmittelanalyse können durch diese Methode die wichtigsten Monosaccharide D-Glucose und D-Fructose sowie die wichtigsten Dissacharide D-Lactose und D-Maltose bestimmt werden. Nicht reduzierende Zucker, beispielsweise D-Saccharose, können erst quantifiziert werden, wenn sie sich durch saure Hydrolyse in reduzierende Monosaccharide spalten lassen.

## Chemie

### Luffsche Lösung
Reduzierende Zucker einer Probe werden nach Abtrennung und Klärung mit Carrez-I-Lösung (Blutlaugensalz) und Carrez-II-Lösung (Zinkacetat) und durch die sogenannte Luffsche Lösung unter Kochen umgesetzt. Die Luffsche Lösung ist dabei ein definiertes Gemisch von drei verschiedenen Teillösungen. Teillösung 1 enthält Citronensäure. Sie dient als Komplexierungsmittel, um die Bildung von Kupfer(II)-hydroxid Cu(OH)2 im Alkalischen zu vermeiden. Teillösung 1 wird mit einer Natriumcarbonat-haltigen Teillösung 2 gemischt. Schließlich wird hierzu die dritte Teillösung hinzugegeben. Sie enthält das für die Reaktion wichtige Kupfer(II)-sulfat. Durch die Menge an Natriumcarbonat kann der pH-Wert des Gemisches auf pH 9,3–9,4 eingestellt werden.

### Reaktionen
Der reduzierende Zucker reagiert mit den Kupfer(II)ionen der Luffschen Lösung und wird dabei oxidiert, während Cu2+ zu Cu+ reduziert wird:
{\displaystyle \mathrm {2\ Cu^{2+}{\xrightarrow[{Zucker}]{red.}}Cu_{2}O\downarrow } }
Der Überschuss an Cu(II) wird iodometrisch bestimmt. Hierzu werden die verbleibenden Kupfer(II)-Ionen im Probenansatz nach Ansäuern (üblicherweise 25%ige Schwefelsäure) mit Kaliumiodid versetzt:
{\displaystyle \mathrm {\ Cu^{2+}+2\ I^{-}\rightarrow \ CuI_{2}} }
Das entstehende Kupfer(II)-Ion wird zu schwerlöslichem Kupfer(I)iodid reduziert und ein Iodid zu Iod oxidiert:
{\displaystyle \mathrm {2\ CuI_{2}\rightarrow 2\ CuI\downarrow +I_{2}} }
Das entstehende Iod wird schließlich mit einer Natriumthiosulfat-Maßlösung bis zum Auftreten einer mattgelben Farbe titriert. Stärkelösung dient hierbei als Indikator, da es mit Iod einen blauen Iod-Stärke-Komplex bildet. Daher wird die Titration bis zum Verschwinden der Blaufärbung fortgesetzt:
{\displaystyle \mathrm {I_{2}+2\ S_{2}O_{3}^{2-}\rightarrow 2\ I^{-}+S_{4}O_{6}^{2-}} }
In gleicher Weise wie der Hauptversuch wird ein Blindwert ohne Zucker angesetzt. Die Differenz der Volumina an Maßlösung in Blind- und Hauptversuch liefert die im Hauptversuch verbrauchte Kupfermenge.

## Auswertung
Da weder die Reaktion zwischen reduzierenden Zuckern und Kupfer(II)-Ionen stöchiometrisch abläuft, noch das Verfahren linear ist (doppelte Menge Zucker in der Probe verbraucht nicht doppelte Menge Kupfer), bedarf es für die quantitative Auswertung der Versuche empirisch aufgenommener, tabellierter Werte. Aus diesen kann dann abgelesen werden, welchem Zuckergehalt der ermittelte Maßlösungsverbrauch entspricht. Der Zuckergehalt wird in flüssigen Proben in g pro Liter angegeben, während für feste Proben Gewichtsprozente (g pro 100 g) verwendet werden.

## Bestimmung von Saccharose
Saccharose ist ein nichtreduzierendes Disaccharid und kann nicht direkt mit der Methode nach Luff-Schoorl bestimmt werden. Daher wird es durch Säuren in Glucose und Fructose gespalten (Invertzucker). Falls in der zu untersuchenden Probe auch noch weitere reduzierende Monosaccharide vorhanden sind, muss die Probe vor und nach Inversion untersucht werden. Die Differenz, welche wegen der Wasseranlagerung mit einem Korrekturfaktor von 0,95 multipliziert wird, entspricht dann dem Gehalt an Saccharose.